# Diga di Santa Chiara
La diga di Santa Chiara è uno sbarramento artificiale dismesso situato in territorio di Ula Tirso, centro abitato del Barigadu, nella Sardegna centrale. Venne realizzata tra il 1918 e il 1924 lungo il medio corso del Tirso dando origine al lago Omodeo, dal nome del progettista della diga, l'ingegnere Angelo Omodeo. L'opera, per quel tempo considerata ciclopica, originò il bacino più grande d'Europa e con i suoi 70 metri di altezza fu per diverso tempo la diga più alta del mondo.

## Il contesto
La realizzazione della diga di Santa Chiara nasce nel segno del processo di riassetto agrario del Campidano di Oristano, fertilissima pianura — già dai tempi dei Fenici e dei Romani coltivata in modo intensivo a grano e vigna — ma afflitta sia dalla siccità estiva che da disastrose piene del Tirso che spesso compromettevano l'esito dei raccolti. L'incarico di studiare adeguate soluzioni per regolamentare il flusso delle acque del fiume venne affidato il 4 novembre 1911 all'ingegnere Angelo Omodeo, al momento tra i massimi esperti internazionali nel campo dell'idrologia applicata, citato da Filippo Turati nel famoso discorso parlamentare del 1920 Rifare l'Italia.
Coerente all'idea di cui era acceso fautore ovvero che l'"utilizzo plurimo dell'acqua" era il passo nodale in quella che lui chiamava "la soluzione tecnica della questione Meridionale", predispose un audace progetto che prevedeva la realizzazione di uno sbarramento in grado di risolvere il problema delle piene del Tirso e della siccità - ed in parte quello annoso della malaria che martoriava la piana di Oristano - integrato ad un grande impianto di produzione di energia elettrica per usi civili ed industriali.

## Storia
Negli anni 1910 Angelo Omodeo aveva concepito un progetto di uno sbarramento del fiume Tirso, per regolarne il deflusso e la creazione di un invaso che assicurasse energia elettrica per illuminazione e industria e acqua irrigua per il Campidano di Oristano. Dopo varie sollecitazioni del deputato Felice Porcella, durante la XXIV legislatura del Regno d'Italia, in sede parlamentare aveva iniziato un’azione di sollecitazione al governo a non limitarsi alla costruzione del bacino del Tirso solo per produrre energia elettrica, ma a intervenire nella sistemazione idraulica del basso corso del fiume. Il piano di bonifica prevedeva la possibilità di utilizzare le acque del futuro bacino del Tirso per irrigare 20 mila ettari. Il 23 dicembre 1918, Giulio Dolcetta, consigliere delegato della Società Imprese idrauliche ed elettriche del Tirso, costituì a Milano la Società anonima bonifiche sarde (SBS) con lo scopo di realizzare «la bonifica idraulica e agraria dei terreni in Sardegna, l’impianto ed esercizio di reti d’irrigazione, l’esercizio della pesca e delle altre industrie» Infine la Diga del Tirso fu realizzata tra il 1918 e il 1924 lungo il medio corso del Tirso dando origine al lago Omodeo, dal nome del progettista della diga, l'ingegnere Angelo Omodeo. 

## Costruzione

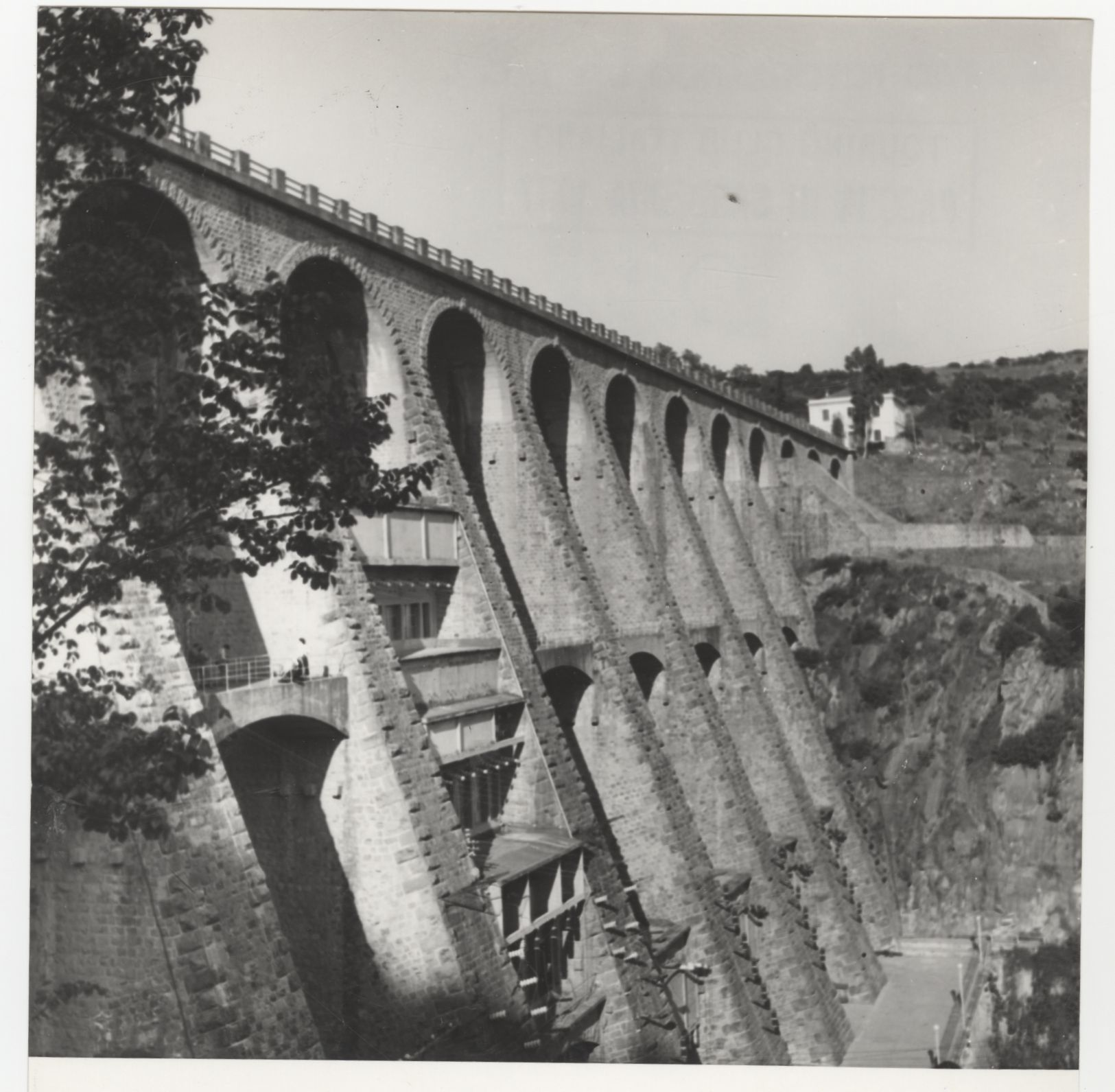
La diga di Santa Chiara nel 1957 (Archivio storico del Touring Club Italiano)

La diga di Santa Chiara venne costruita, per conto della Società elettrica sarda, dalla ditta Imprese idrauliche ed elettriche del Tirso. Direttore dei lavori era l'ingegnere Giulio Dolcetta, figura importante strettamente legata alle grandi opere di bonifica della Sardegna, coadiuvato dall'ingegnere Felice Costamagna. I lavori iniziarono nel 1918, appena prima della fine della grande guerra e l'inaugurazione avvenne il 28 aprile del 1924 alla presenza del re d'Italia Vittorio Emanuele III giunto in Sardegna per ammirare l'opera. Alla sua realizzazione contribuirono circa 16000 persone, tra cui moltissime donne che inizialmente sopperirono alla mancanza di mano d'opera maschile, assente a causa della guerra in corso; fra queste anche la sorella del politico Antonio Gramsci che proprio lì morì in seguito ad un incidente sul lavoro. I primi lavoratori di sesso maschile furono 400 prigionieri austriaci.
Contemporaneamente ai lavori sullo sbarramento si procedette alla demolizione e ricostruzione più a monte, con il materiale originario, dell'antico paesino di Zuri, piccolo borgo medievale composto da una ventina di case e da una chiesa romanica in trachite rossa, San Pietro, risalente alla fine del Duecento, anch'essa smantellata e poi scrupolosamente riassemblata. Sotto l'acqua resteranno una foresta fossile, i resti dell'insediamento prenuragico di Serra Linta, alcune tombe di giganti e domus de janas, tesori che riemergono periodicamente con l'abbassarsi del livello del bacino.

## Dati tecnici
La diga, rettilinea, poggia quasi completamente su un bancone compatto di trachite ed in minima parte su tufo trachitico. È del tipo ad archi multipli ed è costituita da 17 contrafforti in muratura di pietrame (dello spessore di m 10 alla base e 2,5 in sommità), ad interasse di 15 metri e controventati tra loro da due serie di archi in calcestruzzo; conta un'altezza massima di 70 metri e una lunghezza del coronamento di 260. 

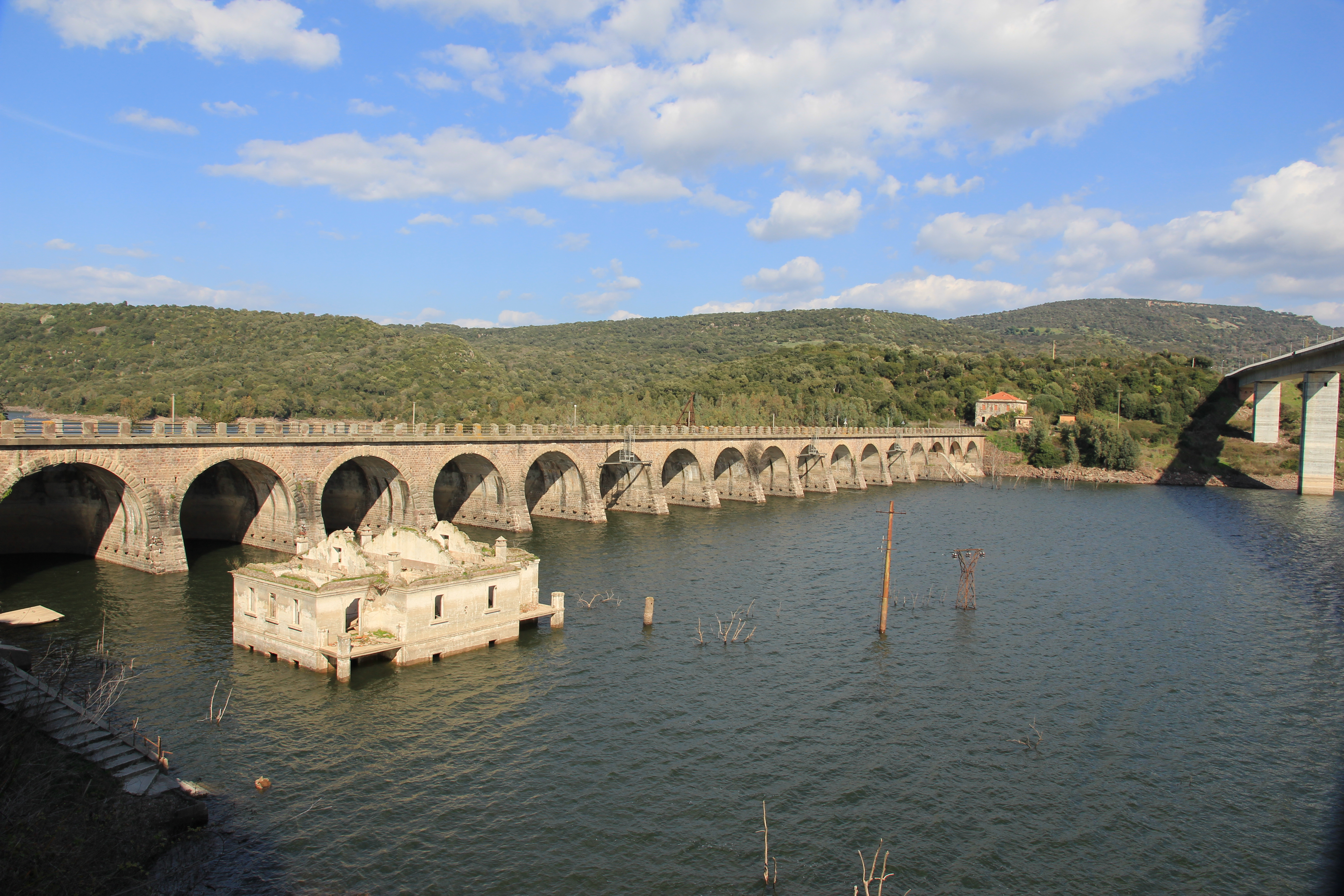

Lo scarico di superficie era permesso da due luci, munite di paratoie in calcestruzzo dell'altezza di sette metri, poste tra gli speroni 15, 16 e 17, mentre lo scarico di fondo era garantito da due gallerie a sezione rettangolare di m 7 x 5 dalla portata complessiva di 1600 mc/sec di acqua, realizzate diverso tempo dopo. Il serbatoio generato dallo sbarramento raccoglieva le acque da un bacino imbrifero di 2.082 km² e, col suo specchio liquido di 20,5 km², aveva una capacità massima di 402,66 milioni di mc di cui 374 utili agli effetti idroelettrici ed irrigui. A differenza delle opere simili, la centrale idroelettrica è incorporata alla diga piuttosto che ubicata in un edificio a sé stante. I gruppi, posizionati tra gli speroni, sono quattro, del tipo ad asse orizzontale, e sono costituiti da una turbina Francis a doppia girante abbinata ad un alternatore. Con un salto medio di 40 metri ed una portata di 17 mc/sec per gruppo, si calcolava una potenza complessiva installata di 19,2 MW.

## La dismissione
Verso la fine degli anni '60, durante le periodiche verifiche a cui la struttura veniva sottoposta, venne riscontrata la presenza di importanti lesioni in alcuni punti critici dello sbarramento, in particolare in prossimità dei contrafforti. Gli studi di stabilità della diga che ne conseguirono imposero all'ente gestore di ridurre la capacità dell'invaso che venne quindi limitato a 162 milioni di metri cubi, con una perdita secca di oltre il 50% della sua capacità utile iniziale, accusando a quel punto un deficit di 23 milioni di metri cubi rispetto al fabbisogno irriguo medio del momento. Questa circostanza impose l'immediata ricerca di nuove soluzioni che fronteggiassero la crescente richiesta idrica proveniente sia dal settore agricolo che da quello industriale, soprattutto in previsione della realizzazione del polo di Ottana, inserito nel piano di industrializzazione della Sardegna centrale in via di approvazione dal consiglio regionale.
Fra le tante ipotesi la scelta cadde sulla costruzione di un nuovo sbarramento situato qualche chilometro più a valle della diga di Santa Chiara, in località Cantoniera, che sfruttando lo stesso bacino imbrifero del lago Omodeo era in grado di garantire una raccolta d'acqua di quasi 800 milioni di mc e capace di soddisfare, anche in prospettiva futura, la richiesta idrica. Il 23 gennaio 1997 venne inaugurata la nuova imponente diga, intitolata alla giudicessa Eleonora d'Arborea, che innalzava di alcuni metri il livello del lago raddoppiandone la capacità.
Conseguentemente, dopo oltre 70 anni di esercizio, la diga di Santa Chiara venne dismessa e ora giace semisommersa nel lago che essa stessa aveva creato.